# Lavec

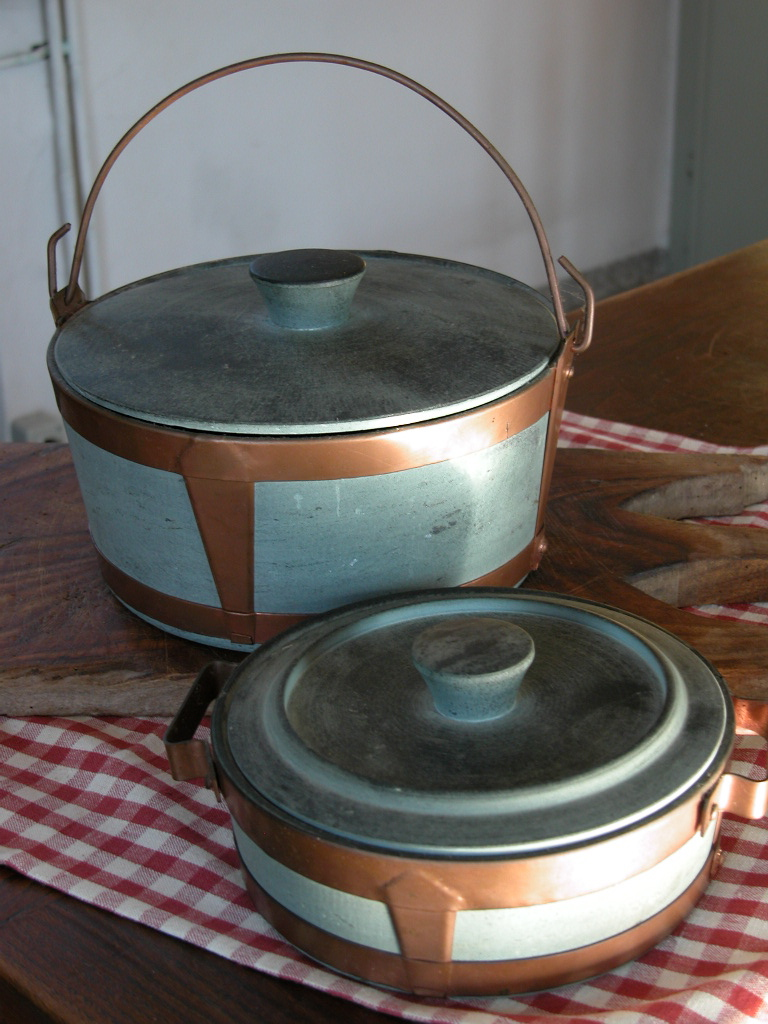
Lavec e stuin

Il lavec è una pentola tipica della Valtellina. Viene costruita con la pietra ollare lavorata al tornio, cerchiata, per aumentare la resistenza e reggere il manico, con lamiera di rame. Il lavec ha diametro tra 20 e 30 cm con il fondo piatto, le pareti alte leggermente svasate, manico semicircolare in tondo di rame incernierato, è correlato di coperchio con pomolo ricavato da un unico pezzo di pietra.
Per le sue caratteristiche la pietra si riscalda lentamente, ma quando ha raggiunto la temperatura desiderata, la mantiene costante con una modesta fonte di calore e si raffredda altrettanto lentamente, mantenendo caldo il contenuto a lungo (oltre un'ora). Inoltre i cibi non si attaccano sul fondo. È adatta particolarmente per le preparazioni che richiedono cotture lunghe e regolari come: trippa, brasato, stracotto, cacciagione in salmì, minestre, zuppe e sughi vari.
La costruzione di pentole con la pietra ollare è documentata in Valtellina fin dall'età del ferro, e continua nel tempo, con alterne vicende fino ad oggi. Queste pentole che furono, nei secoli passati, le uniche a disposizione di contadini e montanari sono diventate oggetti di lusso, per l'alto costo, o amatoriali.
Lo stuin è una pentola in pietra ollare di dimensioni più piccole del lavec, usato per cuocere cibi stufati. La sua caratteristica è di avere un rilievo circolare sul coperchio in cui si mette dell'acqua durante la cottura.